# SketchNews
SketchNews war eine Sketchcomedy-Fernsehserie. Es wurden insgesamt elf Folgen zu einer Dauer von je 30 Minuten gedreht. Die Sendung wurde wöchentlich ausgestrahlt. Die Themen bestanden aus Politik, Boulevard, Sport und Gesellschaft. Axel Stein, Tanya Neufeldt, Daniel Drewes, Stéphanie Berger, Arnd Cremer, Yunus Cumartpay und Andree Solvik waren die Hauptcharaktere.

## Handlung
Bei SketchNews wurden Themen, die in der Welt aktuell waren, in klassische Sketche, verfremdete Originalbilder oder Parodien umgewandelt. Neben der großen Bühne der Weltpolitik ging es in der Sendung auch um das ganz normale Leben, wie es sich in Wohnzimmern, Büros oder Supermärkten abspielt.

## Einschaltquoten
Im Schnitt sahen 1,34 Millionen Menschen die Serie. Dies war ein Marktanteil von 7,6 Prozent beim Gesamtpublikum. In der Zielgruppe konnte SketchNews 9,2 Prozent erreichen.